# Военный бюджет России
Военный бюджет России — часть государственного бюджета Российской Федерации, которая предназначена для финансирования Вооружённых сил Российской Федерации.
Этот военный бюджет финансирует заработную плату сотрудников и расходы на обучение, техническое обслуживание оборудования и объектов, поддержку новых или текущих операций, а также разработку и закупку нового оружия, оборудования и транспортных средств.

## Динамика военных расходов
В 2014 году военный бюджет России в размере 2,49 триллиона рублей (примерно 69,3 миллиарда долларов США по обменному курсу 2014 года) был выше, чем у любой другой европейской страны, и составлял примерно 1/7 (14 %) военного бюджета США. Однако обвал курса рубля значительно снизил долларовую стоимость запланированного российского военного бюджета на 2015 год до 52 миллиардов долларов США, несмотря на увеличение его рублевой стоимости на 33 % до 3,3 триллиона рублей. Из-за продолжающегося кризиса запланированный рост с 33 % пришлось сократить до 25,6 %, то есть военный бюджет России на 2015 год составил 3,1 трлн рублей. Первоначально запланированный бюджет в размере 3,36 трлн рублей на 2016 год также был сокращен до запланированного бюджета в размере 3,145 трлн рублей, увеличившись всего на 0,8 % по сравнению с 2015 годом.
На фоне общего уменьшения оборонного бюджета с 2017 по 2019 год на 19 % наблюдается снижение доли военных расходов в бюджете страны на 2,3 % и валовом внутреннем продукте на 0,5 %. Доля бюджета Минобороны России в валовом внутреннем продукте в 2019 году — 2,9 %, в 2018 году — 2,9 %, в 2017 году — 3,4 %. При этом российский военный бюджет в 15,1 раза меньше военного бюджета США.
Согласно принятому на 2023—2025 бюджету России в рамках расходов по разделу «Национальная оборона» бюджетом предусмотрено в 2023 году — 4 981 606,2 млн рублей, в 2024 году — 4 648 845,0 млн рублей и в 2025 году — 4 208 364,9 млн рублей соответственно. Предусмотренные в законопроекте объёмы бюджетных ассигнований по сравнению с объёмами, утверждёнными бюджетом 2022—2024 годов, увеличены в 2023 году на 1 508 841,3 млн рублей, в 2024 году на 1 037 759,1 млн рублей.
|                                          | 2006     | 2007     | 2008     | 2009     | 2010    | 2011   | 2012    | 2013    | 2014   | 2015    | 2016    | 2017    | 2018     | 2019     | 2020     | 2021   | 2022     | 2023*  |
| ---------------------------------------- | -------- | -------- | -------- | -------- | ------- | ------ | ------- | ------- | ------ | ------- | ------- | ------- | -------- | -------- | -------- | ------ | -------- | ------ |
| млрд. ₽ (план+ изменения, Минфин РФ)     | 666,02** | 821,48** | 1040,9** | 1211,9** | 1277**  | 1516** | 1832,2  | 2111,7  | 2481,3 | 3187,8  | 3806,4  | 3059,64 | 3062,99  | 3233,46  | 3308,12  | 3573** | 4680**   | 4981,6 |
| % ВВП (номинал)                          | 2,54     | 2,47     | 2,52     | 3,12     | 2,76    | 2,52   | 2,69    | 2,89    | 3,14   | 3,12    | 4,45    | 3,33    | 2,95     | 2,95     | 3,07     | 2,73** | 3,13**   |        |
| млрд. $ (курс по IISS — доллары 2015-го) | 24,57    | 32,21    | 36,35    | 41       | 38,01   | 32,7** | 36,3    | 39,74   | 43,44  | 52,01   | 59,43   | 46,13   | 42,03    | 42,79    | 43,53    | 43,33  | 66,9**   | 71,1** |
| Общие расходы на оборону, млрд. ₽ (IISS) | 1052,67  | 1216,58  | 1570,1   | 1809,3   | 1760    | 2028   | 2482    | 2783    | 3222   | 4026    | 3831    | 3704    | 3928     | 4211     | 4460     | 4859   | 6153     | 6650   |
| % ВВП (номинал)                          | 4,02     | 3,66     | 3,8      | 4,66     | 3,8     | 3,37   | 3,64    | 3,81    | 4,08   | 4,85    | 4,47    | 4,03    | 3,78     | 3,84     | 4,14     | 3,71** | 4,12**   |        |
| место в мире (SIPRI)                     | 7        | 5        | 4        | 5        | 4       | 3      | 3       | 3       | 3      | 4       | 3       | 4       | 5        | 5        | 5        | 5      | 3        |        |
| разница с НАТО, раз (SIPRI)              | 24       | 20       | 17       | 19       | 17      | 15     | 12      | 11      | 11     | 13      | 13      | 13      | 16       | 16       | 17       | 17     | 14       |        |
| ВВП (номинал, млрд ₽)                    | 26217,2  | 33247,5  | 41276,8  | 38807,2  | 46308,5 | 60114  | 68103,4 | 72985,7 | 79030  | 83087,4 | 85616,1 | 91843,2 | 103861,7 | 109608,3 | 107658,2 | 135295 | 153435,2 |        |

* — прогнозные данные
** — данные IISS (Минфин РФ разбил расходы и отдельной статьёй «Национальная оборона» не указывает в итоговых отчётах с 2021)
*** — данные SIPRI отличаются от данных IISS и Минфина РФ в большую сторону по всем странам.
с 2006 года как первый год после выплаты внешнего долга и наличие данных в неофициальных источниках

## Неофициальные оценки
Неофициальные данные о размере военного бюджета по всем странам ежегодно предоставляет IISS в своём отчёте «The Military Balance».
По неофициальным оценкам на 2006 год, общая сумма военных расходов Российской Федерации обычно выше, чем данные российского правительства, но эти расчеты, как правило, различаются между организациями. Согласно IISS, «Простым наблюдением … [военный бюджет] может показаться ниже, чем это следует из размера вооруженных сил или структуры военно-промышленного комплекса, и, таким образом, ни одна из цифр не является особенно полезной для сравнительный анализ».
IHS Inc. оценила военный бюджет России на 2013 год в 68,9 млрд долларов США, 78 млрд долларов США в 2014 году и прогнозирует его увеличение до 98 млрд долларов США в 2016 году. IHS описал это как быстрый рост расходов, в результате которого оборонный бюджет увеличится с 15,7 процента федеральных расходов в 2013 году до 20,6 процента к 2016 году.
Международный институт стратегических исследований (IISS) оценил военный бюджет России на 2013 год в 68,2 миллиарда долларов США, что на 31 % больше, чем в 2008 году. IISS отметил в своем отчете за 2013 год, что это означает, что Россия обогнала Великобританию и Саудовскую Аравию и стала третьим в мире по величине военных расходов, хотя обменные курсы также были фактором в этом.

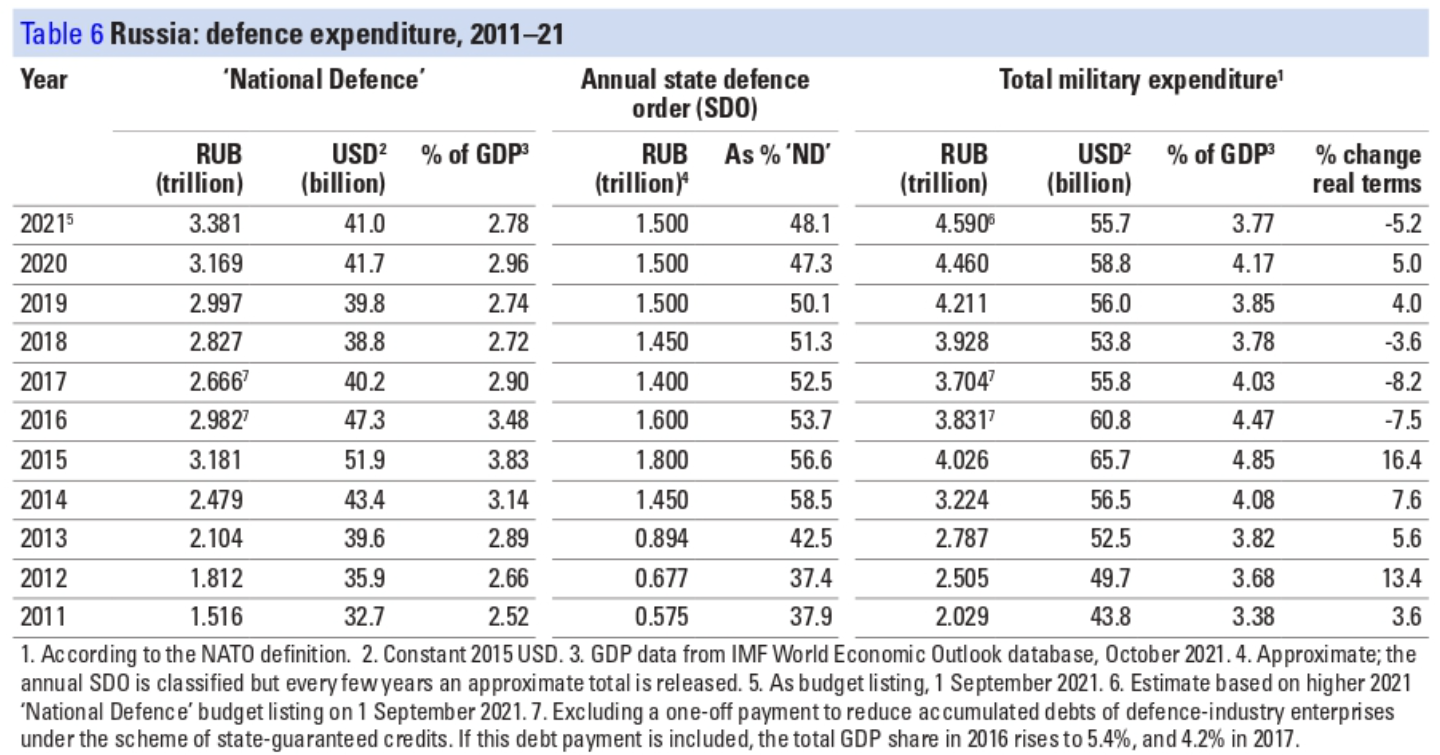
Российский бюджет c 2011 по 2021 на оборону по данным IISS из отчёта The Military Balance 2022

База данных по военным расходам Стокгольмского международного института исследования проблем мира (SIPRI) за 2017 год оценила военные расходы России в 2016 году в 69,2 млрд долларов США. Эта оценка примерно вдвое превышает оценку SIPRI военного бюджета России на 2006 год (34,5 миллиарда долларов США).

## История
В 1988 году военные расходы были отдельной статьей в советском государственном бюджете и составили 21 миллиард рублей (68,8 миллиарда долларов США в 1988 году). Однако, учитывая размер военного ведомства, фактическая цифра считалась намного выше. Однако после распада Советского Союза и образования Российской Федерации как независимого государства в период с 1991 по 1997 год расходы России на оборону в реальных ценах сократились в восемь раз. В период с 1988 по 1993 год производство вооружений в России сократилось не менее чем на 50 % практически по всем основным системам вооружений.
В 1998 году, когда Россия переживала тяжелейший финансовый кризис, её военные расходы в реальном выражении достигли самой низкой точки — едва ли четверть от расходов СССР в 1991 году и две пятых от уровня 1992 года, первого года независимого существования России. Однако после прихода к власти Владимира Путина и разоблачения плохой готовности российских вооруженных сил к чеченским войнам российские военные расходы быстро выросли, особенно после российской военной реформы 2008 года. По данным SIPRI, военные расходы России в реальном выражении в 2012 году были самыми высокими с момента образования России в качестве независимого государства, но все же они намного ниже расчетных военных расходов СССР в 1990 году — последний полный год его существования. существования (291 млрд долларов США в ценах 2012 года). Бюджет расширялся с 1998 по 2015 год, но экономические проблемы, включая резкое падение цен на нефть, означают, что в 2016 году он будет сокращен на 5,3 %, несмотря на то, что аналитики говорят, что для финансирования текущих планов по оборудованию и компенсации высоких темпов инфляции требуются значительные увеличения; военно-морской флот может стать наиболее вероятной жертвой сокращений.

## Сравнение с другими странами

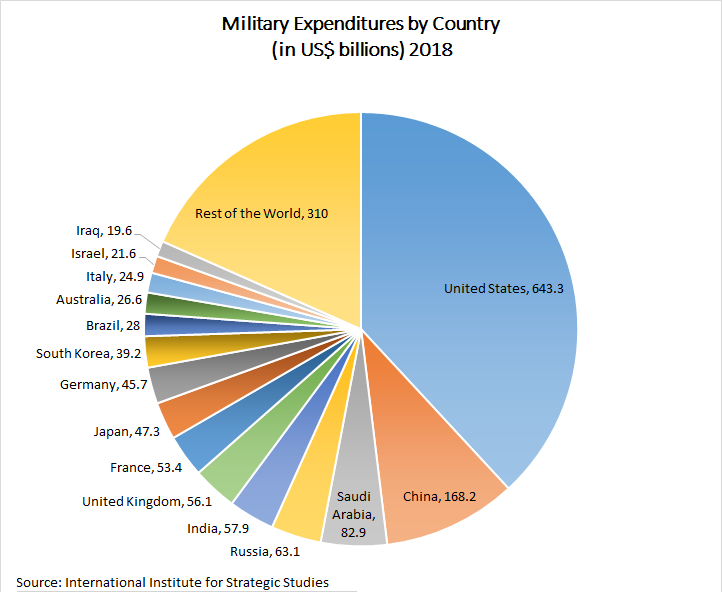
Круговая диаграмма, показывающая глобальные военные расходы по странам на 2018 год в миллиардах долларов США, по данным Международного института стратегических исследований

Диаграмма, показывающая военный бюджет России, европейских членов НАТО и Китая в % от военных расходов США в 1988—2019 гг.

| Страна/регион                 | Официальный бюджет (2015) | SIPRI (2012)     | IHS Inc. (2013)  | IISS (2013)      |
| ----------------------------- | ------------------------- | ---------------- | ---------------- | ---------------- |
| Соединенные Штаты             | $716 миллиардa            | $682.5 миллиардa | $582.4 миллиардa | $600.4 миллиардa |
| Соединенное Королевство       | $56.9 миллиардa           | $60.8 миллиардa  | $58.9 миллиардa  | $57 миллиардa    |
| Япония                        | $47 миллиардa             | $59.3 миллиардa  | $56.8 миллиардa  | $51 миллиардa    |
| Китайская Народная Республика | $177 миллиардa            | $166.1 миллиардa | $139.2 миллиардa | $112.2 миллиардa |
| Российская Федерация          | $48.2 миллиардa           | $90.7 миллиардa  | $68.9 миллиардa  | $68.2 миллиардa  |